# GOG.com
GOG.com (nekadašnji goodoldgames.com) je distribucioni servis i izdavač računarskih igara i filmova, kojim upravlja kompanija GOG Ltd, podružnica u vlasništvu kompanije CD Projekt u Varšavi, Poljska. GOG.com isporučuje video igre preko svoje digitalne platforme bez [[Digital_rights_management|DRM sistema, za Windows], OS X i Linux]. Marta 2012. godine kompanija počinje prodavati novije naslove kao što su Alan Wake i Assassin's Creed, među mnogim drugima.

## Karakteristike
Ponuđena digitalna roba (video igrice i filmovi) mogu se kupiti i preuzeti na mreži i oni se distribuiraju bez autorskih prava. Cene proizvoda obično se kreću od oko $ 5 do $ 10 za starije igre, zajedno sa specijalnim ponudama u prodaji održanim nekoliko puta nedeljno. Neki noviji naslovi imaju višu cenu. Digitalni proizvodi mogu se dati i drugim licima preko otkupa sertifikata poklon. Korisnik ne mora da instalira poseban klijent softver za preuzimanje ili pokretanje igara, iako menadžer za preuzimanje, koji je trebalo da bude ukinut, i GOG Galaksija klijent, koji je trenutno u beta fazi, su dostupni. Nakon preuzimanja, kupac je besplatan za korišćenje softvera za bilo koju ličnu upotrebu kao i instaliranje na više uređaja, arhiviranje po bilo kom ličnom mediju za neograničeno vreme, modding ,krpljenje i skladištenje; uz ograničenje preprodajom i deljenje nije dozvoljeno. Softver monteri su tehnički nezavisni od GOG računa klijenta, mada još uvek je ugovor o licenciranju, gde "licenciran, ne prodaje" formulacija se koristi. Licenciran, nije prodat modela često postavlja pitanja vlasništva nad digitalnih dobara.
U Evropskoj uniji Evropski sud pravde je smatrao da vlasnik autorskih prava ne može protiviti preprodaju digitalno se prodaje softvera, u skladu sa. pravilo autorskim iscrpljenosti prve prodaje kao svojine prenosi, a samim tim pitanjima "licencirani, a ne prodati" EULA.Da bi se osigurala kompatibilnost sa novijim verzijama operativnih sistema i trenutnom PC hardvera, neke igre su pre-patched ili u paketu sa Open emulacija i kompatibilnosti softvera, kao što su ScummVM i DosBoku. Dodatni kompatibilnosti ispravke su uključeni ako je potrebno, ponekad dolazi iz same (zajednice je patch) zajednice igri. Primeri igara koje imaju takve dodatne ispravke su Outkast ili Dungeon 2. Zajedno sa igrama, kupci su takođe u stanju da preuzmete brojne dodatne materijale koji se odnose na igre su kupljene. Često ovi dodaci uključuju soundtrak igre je delimično kao FLAC pozadine, avatare, i uputstva. GOG.com takođe nudi punu korisničku podršku za sve kupovine i sa novac-leđa garancija za prvih 30 dana.Promocije se redovno organizuju. Stil ovih promocija varira od popusta za proizvode koji su kupili u snopove, tematskim takmičenjima kao zagonetke, "pretpostavljam igru sa slike" takmičenja ili "najbolje vreme na određenom nivou". Takođe, GOG poklanja promotivne kodove za igru sa ciljem takmičenja.

### Marketingtrik i relansiranje sajta
Tokom perioda od 19. septembra do 22. decembra 2010. godine, sajt GOG.com je onemogućen, ostavljajući za sobom porukena povezanim web stranicama i their Tviter nalozima zaposlenih da je sajt zatvoren. PPortparol Good Old Games sajta izjavio je da se sajt ne gasi, i potvrdio vest da će bitis spreman da govori i prethodnim izjavama i da ih pojasni. Objašnjnje je objavljeno na sajtu Septembra 2010. godine.
 

GOG.com je otkrio da je gašenje sajta bio makteting trik, sa namerom da pojača pažnju na sajt koji je u tom vremenskom periodu izašao iz beta faze i bio spreman za otvaranje za širu javnost. Menadžment sajta, svestan negativne reakcije na lažno zatvaranje sajta, dalo je izjavu: 
Pre svega voleli bi smo da se izvinimo bilo kome ko se osetio prevarenim ili povređenim u bilo kom smislu našim zatvaranjem beta verzije sajta GOG.com. Kao mala kompanija nemamo veliki marketinški budžet, i iz ovog razloga nismo smeli da propustimo šansu da generišemo malo pometnje kako bi skrenuli pažnju na lansiranje nove verzije našeg sajta, i još važnije, vraćanje serijala "Baldur's Gate" u život!— GOG.com, PC Gamer
Sajt je vraćen 23. Septembra 2010. godine, sa poboljšanim karakteristikama, što je demonstrirano na prezentaciji websajta . During the presentation, GOG.com's co-founder Marcin Iwinski and managing director Guillaume Rambourg had dressed as monks to atone for their sins. Rambourg je smatrao da je ponovno lansiranje sajta bilo uspešno, pošto je doveo nove mušterije koje prethodno nisu znale za GOG.com
Kao što je obećano posle ponovnog lansiranja, GOG.com je bio u mogućnosti da prodaje nekoliko dobro poznatih igara kompanije Black Isle Studios kao Baldur's Gate, Planescape: Torment i Icewind Dale koje su prethodno bile povčene sa svih internet izvora zbog pravnih problema oko vlasništva igara povezanih sa licencomDungeons & Dragons-spor koji su vodili Atari, Hasbro, i ostalih kompanija.
1. Marta 2012. godine Good Old Games je objavio da će početi sa distribucijom "AAA" i nezavisnih naslova pored starih klasika među igrama. Sajt je preimenovan u GOG.com.[16]

## Dostupne igre
GOG.com ima više od 1,000 igara u svom katalogu, sa novim naslovima dodavanim više puta nedeljno. Kompanija je izdala nekoliko igara i ima ugovore sa mnogim izdavačima igara, uključujući:
- Activision
- Adventure Soft
- Apogee Software
- Atari
- CD Projekt RED
- Cinemaware
- Codemasters
- Coktel Vision
- Cyan Worlds
- Deep Silver
- Disney Interactive
- DotEmu
- Electronic Arts
- Empire Interactive
- Enlight Software
- Epic Games
- Firefly Studios
- Focus Home Interactive
- Frogwares
- Funcom
- Hasbro
- Horrorsoft
- Interplay
- JoWooD
- LucasArts
- Majesco
- Metropolis Software
- Microïds
- Nordic Games
- Oddworld Inhabitants
- Paradox Interactive
- Rebellion
- Revolution Software
- Running with Scissors, Inc.
- Remedy Entertainment
- Sierra On-Line
- Square Enix
- Strategy First
- Team17
- TopWare Interactive
- Trilobyte
- Ubisoft
- Valiant Entertainment
- [18]
- Wordplay LLC (Access Software)

## Spoljašnje veze
- GOG.com